# Cattedrale di San Giacomo (Montréal)
La cattedrale di San Giacomo (in francese Cathédrale Saint-Jacques) è stata la cattedrale cattolica di Montreal dal 1825 al 1852, chiamata così in onore di San Giacomo il Maggiore. Dal 1825 al 1836 fu sede del vescovo ausiliare di Quebec a Montreal. Con la creazione della diocesi cattolica di Montreal nel 1836, divenne la cattedrale della nuova diocesi.

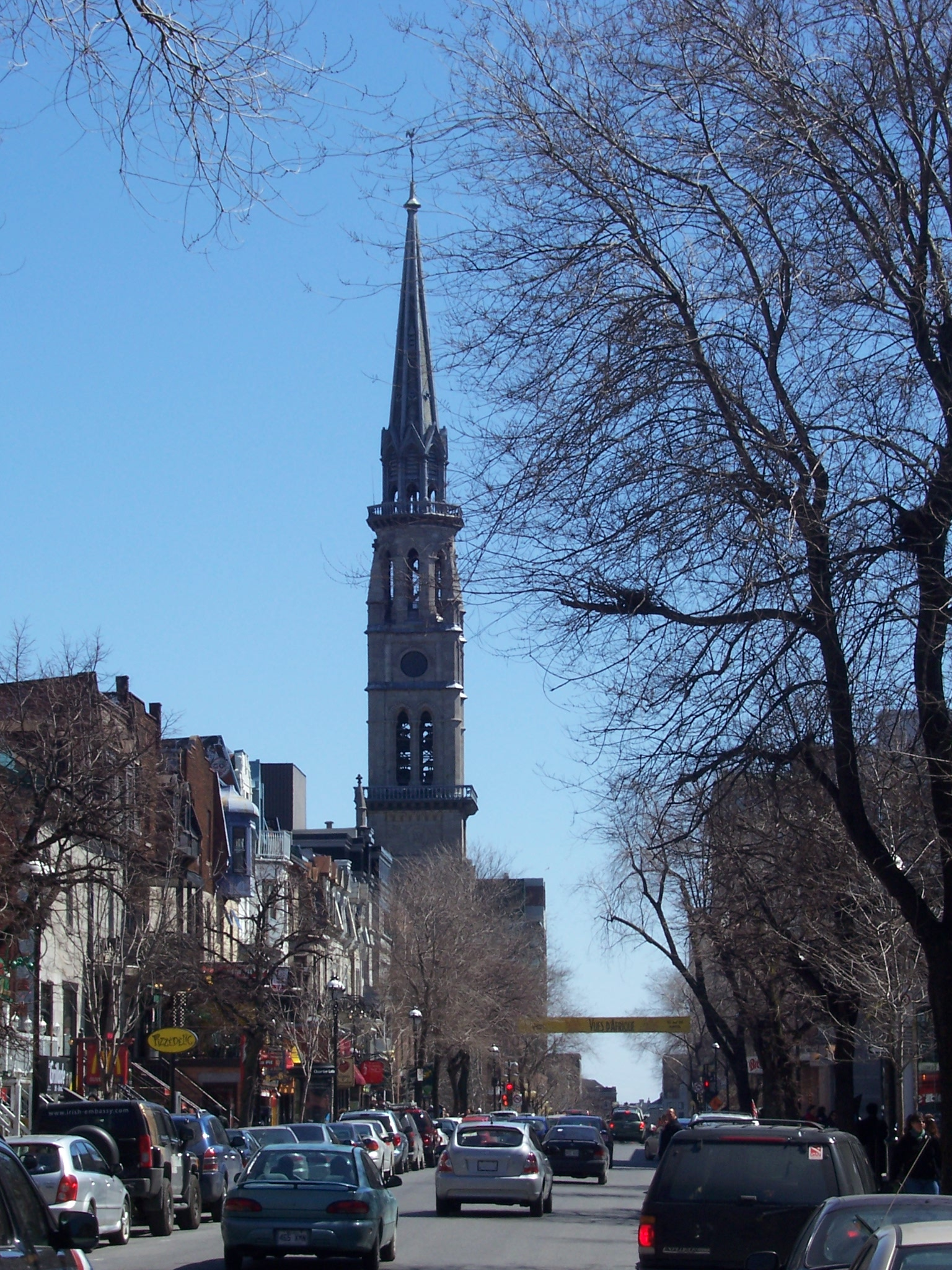
La Torre della cattedrale.

## Storia
Costruita all'angolo tra le strade di Saint-Denis e Sainte-Catherine, è stata la prima cattedrale costruita appositamente per la città. La sua costruzione è iniziata nel 1822 e la sua pietra angolare è stata benedetta il 22 maggio 1823. Fu consacrata il 22 settembre 1825. La cattedrale e l'edificio diocesano furono distrutti nel grande incendio del luglio 1852 insieme ad altri 1200 edifici.
A questo punto la diocesi si trasferì temporaneamente nella vicina cappella delle Suore della Provvidenza, prima di trasferirsi infine in una cappella sull'attuale sito della cattedrale di Maria Regina del Mondo, costruita nel 1894, che è anche dedicata a San Giacomo.
La chiesa fu ricostruita dall'architetto John Ostell per la compagnia dei sacerdoti di San Suplizio come chiesa parrocchiale e consacrata nel 1857. L'anno successivo andò in fiamme. Fu ricostruita da Victor Bourgeau nel 1860, con una guglia di 85 metri aggiunta nel 1876, una banderuola dorata nel 1905 e un transetto nel 1889. Venne bruciata ancora una volta nel 1933. A causa del numero della sua congregazione seriamente in calo, la chiesa è stata quasi chiusa nel 1965, mentre è stata invece designata come centro di pellegrinaggio e chiesa cristiana ufficiale dell'Expo 1967. La chiesa era collegata direttamente alla stazione della metropolitana Berri-De Montigny (oggi Berri-UQAM) da un collegamento sotterraneo con la città.
L'edificio è stato acquistato nel 1973 dall'Université del Québec a Montréal, ed è stato demolito ad eccezione della guglia e del transetto, classificati come monumenti storici. Sono stati integrati nel padiglione universitario Judith-Jasmin.